# П'єр Чернія
П'єр Чернія (справжнє прізвище Черняковський; фр. Pierre Tchernia; 29 січня 1928, Париж — 8 жовтня 2016, там само) — французький актор, кінорежисер, сценарист, продюсер та телеведучий. Один з піонерів французького телебачення.

## Життєпис
П'єр Чернія народився 29 січня 1928 році у сім'ї інженера-єврея, що емігрував до Франції з Російської Імперії у 1898 році. Батько народився на території сучасної України в Королівці, біля Одеси. Його мати-француженка була швачкою. Навчався у ліцеї Пастера в Нейї-сюр-Сен, після закінчення якого поступив до Національної вищої школи Луї Люм'єра а згодом до Інституту перспективних кінематографічних досліджень (IDHEC).

## Кар'єра
Після отримання диплому у 1948 році працював менеджером театральних гастрольних турне у Німеччині під керівництвом Жана Рішара.
У 1949 році П'єр Чернія брав участь у створенні перших телевізійних новин Франції та був одним з перших їх дикторів. Виступав організатором або ведучим багатьох ток-шоу, вікторин та музичних програм на французькому телебаченні. З 1958 до 1974 року був коментатором конкурсів Євробачення.
У кіно починав працювати сценаристом. У 1955 році став продюсером анімаційного кіно (під значним впливом ранньої анімації Волта Діснея). Найвідомішими його роботами є озвучування та голос від автора в анімаційних та ігрових серіях про Астерікса.
У 1976 році Чернія став першим розпорядником та ведучим церемонії врученні французької національної кінопремії «Сезар» та виступав у цій якості самостійно або як співведучий ще 8 разів.
У 1997—1998 роках П'єр Чернія очолював Товариство драматичних авторів і композиторів (фр. Société des auteurs et compositeurs dramatiques, SACD).

## Нагороди
14 липня 2011 П'єр Чернія став командором французького Ордена Почесного легіону.

## Фільмографія (вибіркова)
Актор
- 1960: А ось і брюнетка / La brune que voilà
- 1961: Прекрасна американка / La belle Américaine — спікер
- 1962: Кінь на двох / Un cheval pour deux
- 1962: Гудзикова війна / La guerre des boutons — бедуїн
- 1964: Вперед, Франція! / Allez France!
- 1965: Уся правда про Станісласа — винищувача шпигунів / Pleins feux sur Stanislas — інтерв'юер
- 1974: Підходяща пика / La gueule de l'emploi — розклеювач афіш
- 1981: Знак Фуракс / Signé Furax
- 1985: Королі жарту / Les rois du gag
- 1986: Дитяче мистецтво / L'enfance de l'art
- 1996: Серце мішені / Coeur de cible
- 2002: Астерікс і Обелікс: Місія Клеопатра / Astérix & Obélix: Mission Cléopâtre — Caius Gaspachoandalus, оповідач
- 2008: Астерікс на Олімпійських іграх / Astérix aux jeux olympiques — оповідач
- 2012: Прощавай, моя королево / Les Adieux à la reine

Озвучування
- 1976: 12 подвигів Астерікса / Les douze travaux d'Astérix
- 1985: Астерікс проти Цезаря / Astérix et la surprise de César
- 1988: Столик, що крутиться / La table tournante
- 1994: Астерікс завойовує Америку / Asterix in America
- 2006: Астерікс і вікінги / Astérix et les Vikings

Режисер
- 1961: Прекрасна американка / La belle Américaine
- 1964: Вперед, Франція! / Allez France!
- 1967: Два римляни в Галії / Deux romains en Gaule (телевізійний)
- 1972: Довічна рента / Le viager
- 1972: Сьогодні в Парижі / Aujourd'hui à Paris (телевізійний)
- 1974: Гаспари / Les gaspards
- 1977: Той, що проходить крізь стіни / Le passe-muraille (телевізійний)
- 1978: Вдячність / La grâce (телевізійний)
- 1979: Лице іншого / La gueule de l'autre
- 1982: Необережний мандрівник / Le voyageur imprudent (телевізійний)
- 1984: Люсьєна і м'ясник / Lucienne et le boucher (телевізійний)
- 1988: Здрастуй, страх / Bonjour l'angoisse
- 1991: Елоїз / Héloïse (телевізійний)
- 1991: Вахтер / L'huissier (телевізійний)
- 1992: Секрет маленького мільярда / Le secret du petit milliard (телевізійний)

Сценарист
- 1963: Ланцюгова реакція / Carambolages
- 1964: Вперед, Франція! / Allez France!
- 1968: Астерікс і Клеопатра / Astérix et Cléopâtre (анімаційний)
- 1968: Маленький купальщик / Le Petit baigneur
- 1970: Троє чоловіків на коні / Three Men On a Horse
- 1971: Щасливчик Люк / Daisy Town (анімаційний)
- 1972: Довічна рента / Le Viager
- 1974: Гаспари / Les Gaspards
- 1976: 12 подвигів Астерікса / Les Douze travaux d'Astérix (анімаційний)
- 1978: Балада про Долтонів / La Ballade des Dalton (анімаційний)
- 1985: Астерікс проти Цезаря / Astérix et la surprise de César (анімаційний)
- 1986: Астерікс у Британії / Astérix chez les Bretons (анімаційний)
- 1988: Здрастуй, страх / Bonjour l'angoisse
- 1991: Елоїз / Héloïse (адаптація, телевізійний)
- 1992: Секрет маленького мільярда / Le secret du petit milliard (телевізійний)